# Dysnomie (lune)
Pour les articles homonymes, voir Dysnomie (homonymie).
Dysnomie, officiellement désigné comme (136199) Eris I Dysnomia soit (136199) Éris I Dysnomie en français, est un satellite naturel de la planète naine (136199) Éris, le seul connu à ce jour.

## Découverte
Dysnomie a été découvert en septembre 2005 par le télescope Keck II qui avait effectué des recherches sur les quatre objets de la ceinture de Kuiper les plus brillants : Pluton, Éris, Makémaké et Hauméa. L'annonce en a été faite en octobre 2005.

## Désignation
Il fut d'abord désigné sous la désignation provisoire de « S/2005 (2003 UB313) 1 », type de dénomination utilisée pour un satellite. Puis 2003 UB313 reçut le nom officieux de « Xéna », du nom d'une guerrière d'une série télévisée. L'équipe décida alors de nommer (tout aussi officieusement) le satellite « Gabrielle », du nom de la compagne du personnage de la série. Enfin, 2003 UB313 reçut son nom définitif, (136199) Éris, et S/2005 (2003 UB313) 1 reçut le nom officiel de « Dysnomie » (officiellement (136199) Éris I Dysnomie) en septembre 2006, du nom d'une déesse grecque fille de la déesse Éris.
Les noms concurrents étaient : Nox, Éris (finalement attribué à la planète naine) et Boréas.
Les noms d'Éris, déesse de la Discorde, et Dysnomie, déesse de l'Anarchie, furent choisis car leur découverte conduisit à la déchéance de Pluton du statut de planète, ainsi qu'au débat sur la définition des corps du Système solaire. Aussi, puisque Dysnomia (l'Anarchie) se traduit en anglais par lawlessness, on aperçoit un clin d'œil au surnom officieux « Xéna », personnage incarné par l'actrice Lucy Lawless.

## Caractéristiques
Sa luminosité est environ 60 fois plus faible que celle d'Éris, et son diamètre est estimé à environ 300  ou   400 km.
Ces observations indiquent que Dysnomie orbite à une distance de 37 580 km de sa planète naine. 
La combinaison des observations de Hubble et de Keck a été utilisée pour estimer la masse d'Éris.
La masse du système est estimée à 1,27 fois celle de Pluton.
En novembre 2022, une étude de R. Szakáts et al., basée sur de nouvelles données de courbe de lumière d'Éris prises avec des télescopes au sol de classe ∼1-2 mètres et avec les télescopes spatiaux TESS et Gaia, montre une période de courbe de lumière égale à la période orbitale de Dysnomie, 15,8 jours, avec une amplitude de courbe de lumière de 0,03 magnitude, ce qui signifie qu'Éris a une rotation synchrone. En supposant que Dysnomie a une origine collisionnelle, les calculs avec un modèle d'évolution de marée simple montrent que Dysnomie doit être relativement massif (rapport de masse de 0,01 à 0,03) et grand (rayon de ≥ 300 km) pour ralentir Éris en rotation synchrone. Ces simulations indiquent également que, en supposant des paramètres de marée habituellement pris en compte pour les objets transneptuniens, la densité de Dysnomie devrait être de 1,8 à 2,4 g cm−3, une valeur exceptionnellement élevée parmi des objets transneptuniens de taille similaire, imposant des contraintes importantes sur les conditions de formation.

## Conséquences de la découverte
Avec la découverte de Dysnomie, il est désormais établi que les quatre plus gros objets de la ceinture de Kuiper possèdent un satellite de taille respectable (c'est le cas d'Éris, de Hauméa, de Pluton et de Makémaké).
A contrario, seuls 10 % des objets les moins lumineux de la ceinture de Kuiper possèdent un satellite. Ceci pourrait induire que les collisions entre les objets de plus de 1 000 km de diamètre étaient relativement courantes par le passé, les impacts projetant une quantité importante de matériaux qui se seraient agrégés en satellites.

## Formation
Dans le passé, les collisions entre les objets de Kuiper étaient plus fréquentes. Il est probable que ce satellite ait été créé à la suite d'une collision et qu'il soit un fragment d'Éris. 
Un mécanisme similaire est considéré comme ayant conduit à la formation de la Lune, lorsque la Terre a été frappée par un planétoïde au début de l'histoire du système solaire.

## La famille de Kuiper

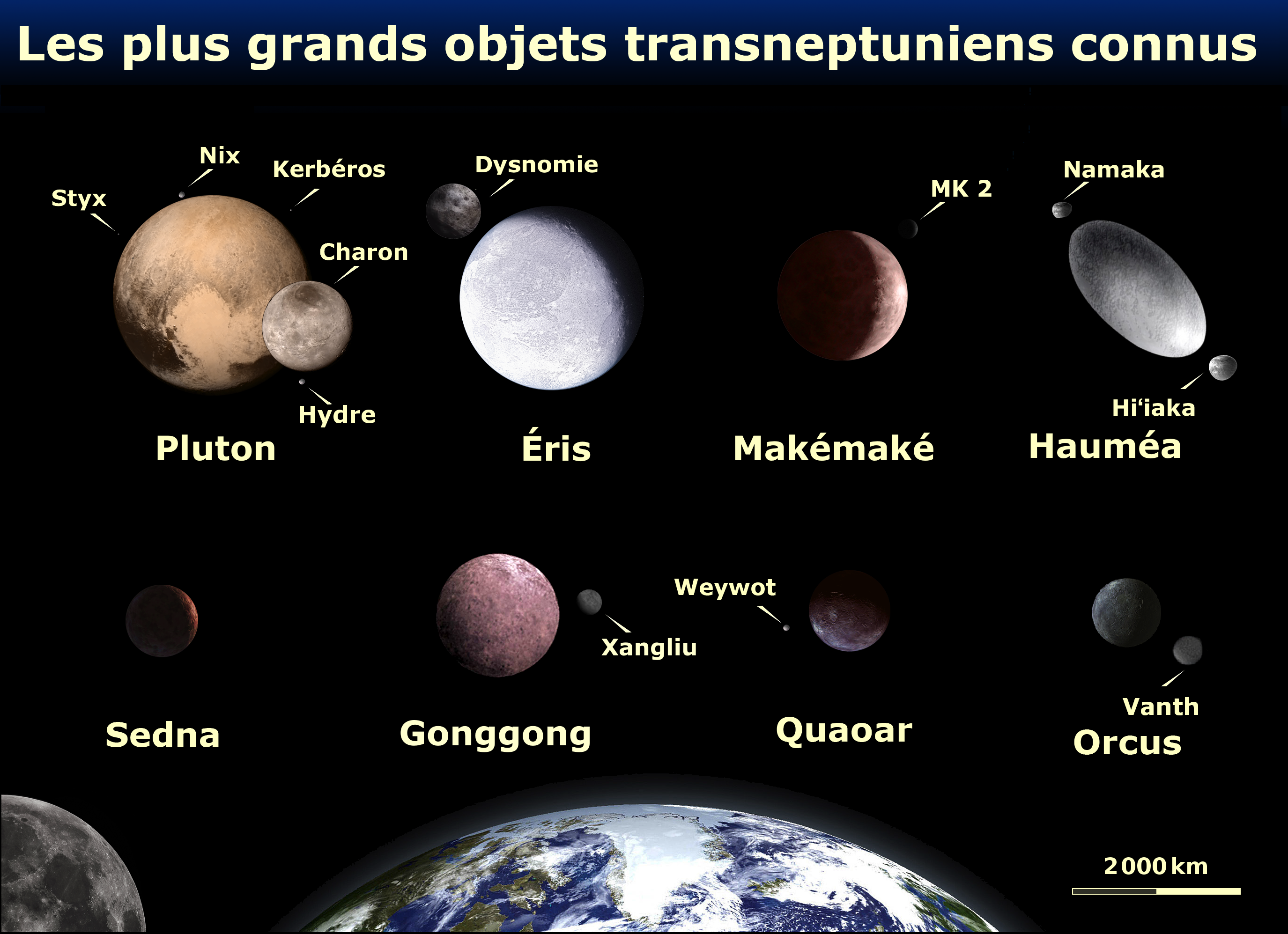
Famille de Kuiper avec les satellites.

Dysnomie est un des nombreux « satellites de Kuiper » : Gonggong, Orcus et Quaoar en possèdent un chacun, Hauméa en possède deux, ainsi que de nombreux autres corps de la ceinture. 
Seuls Dysnomie (satellite d'Éris), S/2015 (136472) 1 (satellite de Makémaké), Nix, Hydra, Kerbéros et Styx (satellites de Pluton) et Hiʻiaka et Namaka (satellites de Hauméa) font partie des satellites des planètes naines, Charon étant plus le « double » de Pluton qu'un satellite naturel et Cérès n'ayant quant à elle pas de satellite.